# Cetilo

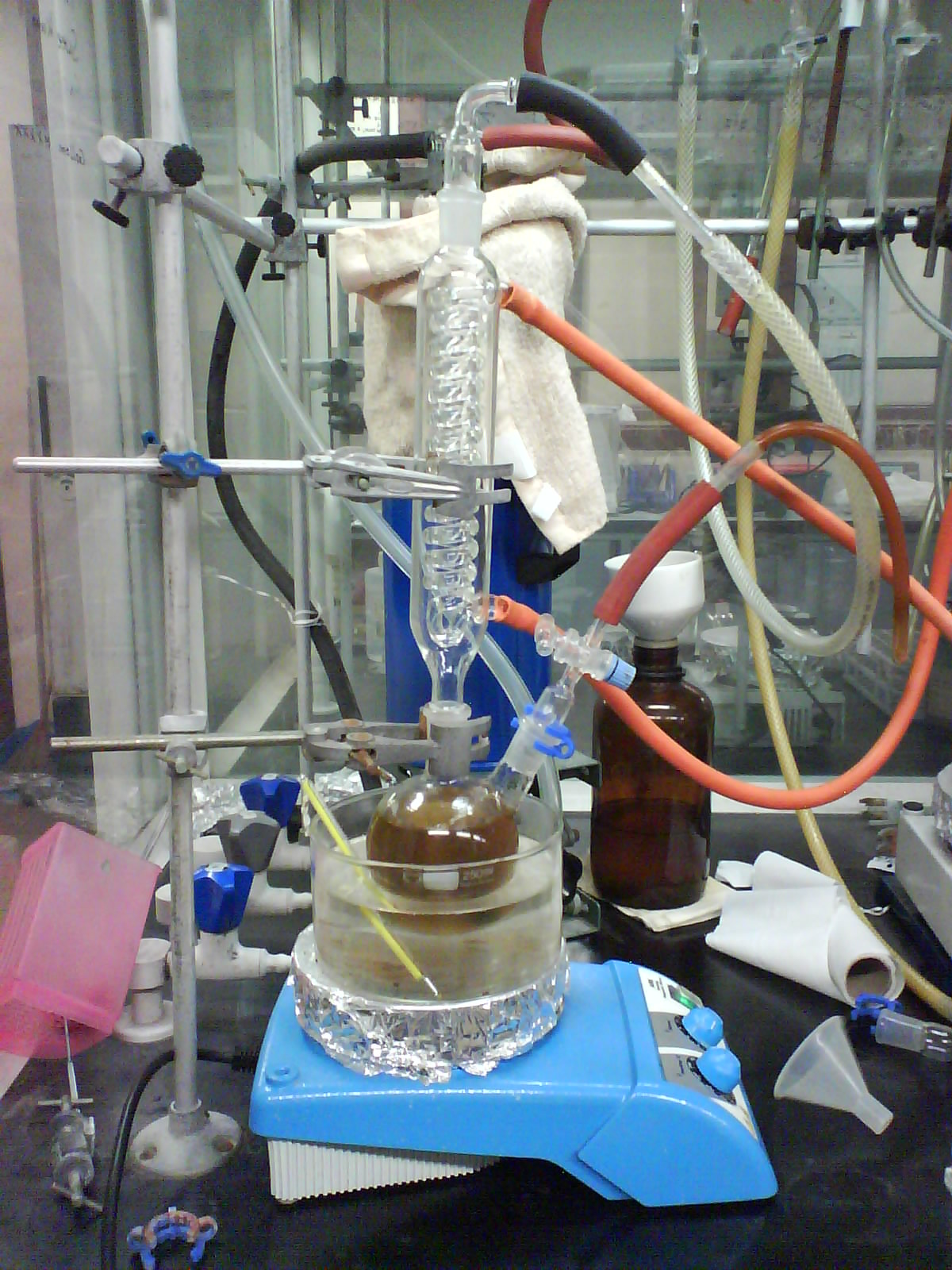
Antes: Se hace refluir tolueno con benzofenona-sodio para secarlo y desoxigenarlo.

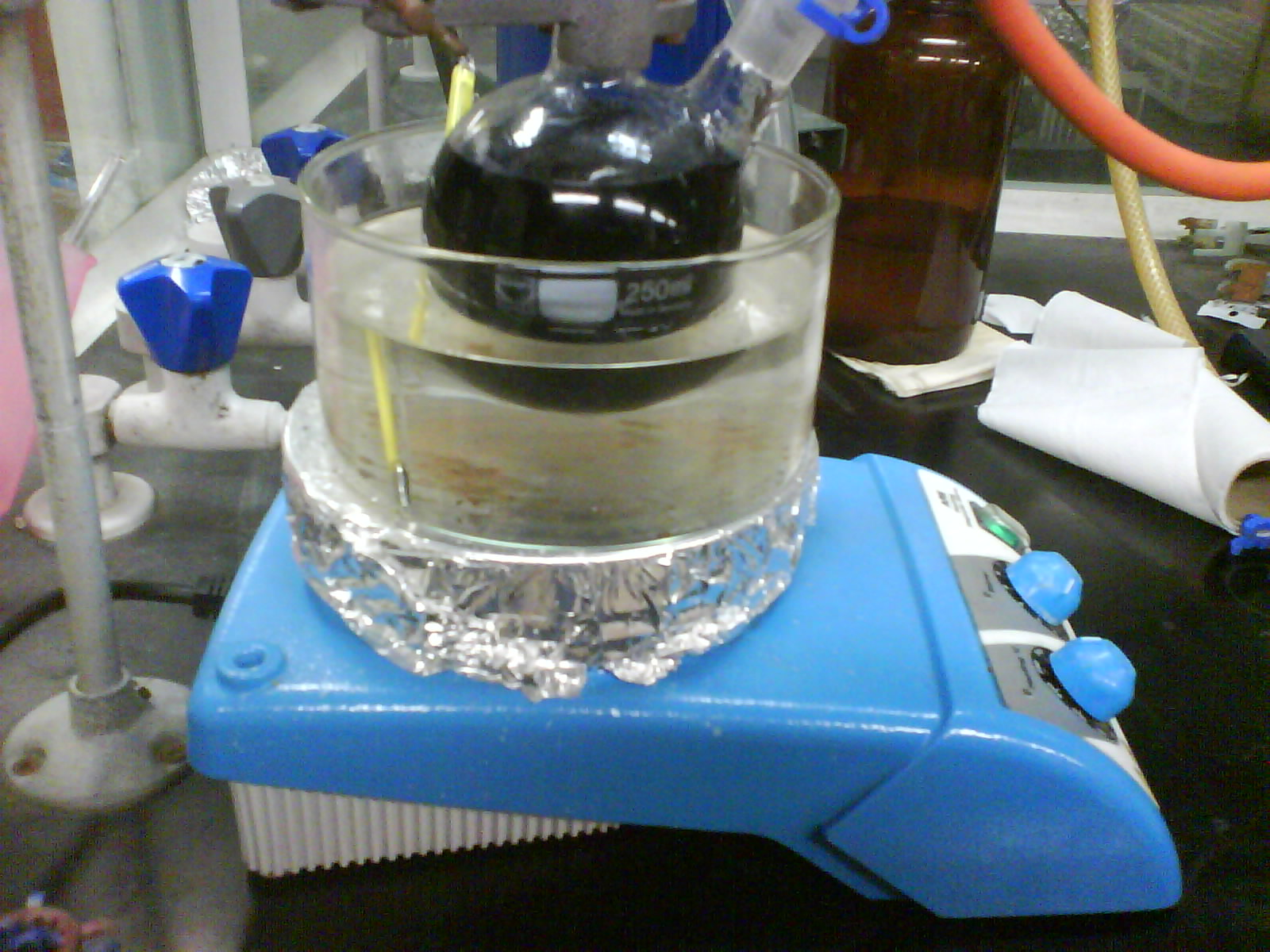
Después: La coloración azul intensa del radical cetilo benzofenona muestra que el tolueno a destilarse está seco y libre de oxígeno.

En química orgánica, un grupo cetilo es un anión radical con la estructura general C-O., en la que un radical oxígeno está unido directamente al carbono. Este radical es muy inestable, y aparece en reacciones químicas como un intermediario de reacción. Otra estructura mesomérica tiene la posición radical en el carbono, y la carga negativa en el oxígeno.
Los cetilos pueden ser formados como anión radical por una reducción de un electrón de los carbonilos con metales alcalinos. Los cetilos están involucrados en la reacción de copulación del pinacol y la reacción de McMurry. También pueden ser usados como reactivos para la determinación de pequeñas cantidades de agua. La molécula de cetilo es intensamente coloreada.
Los radicales cetilo pueden ser encontrados en el uso de la mezcla sodio/benzofenona como desecante en solventes para destilación. El sodio reduce a la benzofenona al radical cetilo soluble, que reacciona rápidamente con el agua y el oxígeno disueltos en el solvente. La coloración azul intensa indica cuantitativamente las condiciones anhidras y libres de oxígeno.